# Andrés Soto Carrera
Blahoslavený Andrés Soto Carrera, řeholním jménem Gil z Puerto de Santa María (29. června 1883, El Puerto de Santa María – 6. srpna 1936, Antequera), byl španělský římskokatolický kněz, řeholník Řádu menších bratří kapucínů a mučedník.

## Život
Narodil se 29. června 1883 El Puerto de Santa María, jako syn Andrése a Genovevy. Pokřtěn byl 26. července se jménem Anastasio Andrés Marcelo Pedro Trinidad.
Studoval na serafínské škole. Roku 1898 vstoupil ke kapucínům a přijal jméno Gil. O rok později složil své časné sliby a roku 1905 sliby věčné. Roku 1907 přijal kněžské svěcení. Byl profesorem, kaplanem, mistrem noviců, tajemníkem a nakonec provinčním definitorem. Roku 1936 byla komunita v Antequeře obléhaná. Bratři nemohli opustit konvent. Dne 6. srpna 1936 odvedla milice otce Carreru a další čtyři bratry (bl. Ángel z Cañete la Real, Ignacio z Galdácana, José z Chauchiny a Crispín z Cuevas de San Marcos) na náměstí, kde dav žádal jejich smrt. Všech pět bratrů bylo na místě zastřeleno.

## Proces blahořečení
Proces jeho blahořečení byl zahájen roku 1954 v arcidiecézi Madrid spolu s dalšími jedenatřiceti spolubratry kapucíny.
Dne 27. března 2013 uznal papež František jejich mučednictví. Blahořečeni byli 13. října 2013 ve skupině 522 španělských mučedníků.